# پر کاه و چوب

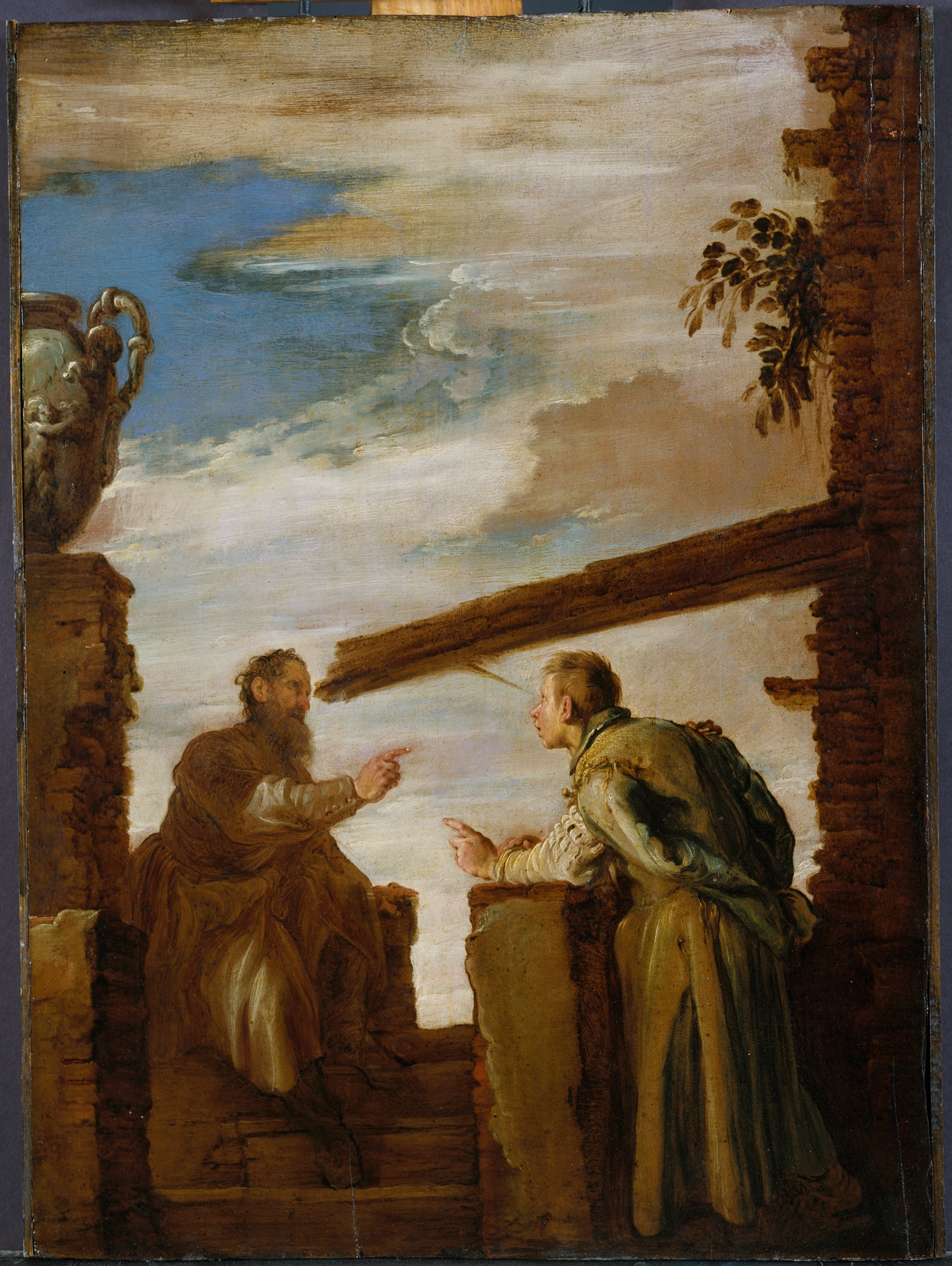
اثری از دومنیکو فتی با عنوان مَثَل پر کاه و چوب در سال ۱۶۱۹

پر کاه و چوب از حکایت‌های عیسی به هنگام موعظه بر فراز کوه است که در انجیل متی، فصل ۷، آیات ۱ تا ۵ آمده است. خطبه کوتاه است، با هشدار به پیروان به نادرستی محکوم کردن دیگران و عواقب آن آغاز می‌شود، و می‌گوید که آنان نیز با همان استانداردها قضاوت خواهند شد. در موعظه در مکان هموار (انجیل لوقا ‎۶:۱۷–۴۹‏) نیز حکایت مشابهی با همان مضمون نقل شده‌است (‎۶:۳۷–۴۲‏).

## انجیل متی
۱ داوری نکنید تا بر شما داوری نشود.

۲ زیرا به همان‌گونه که بر دیگران داوری کنید، بر شما نیز داوری خواهد شد و با همان پیمانه که وزن کنید، برای شما وزن خواهد شد.

۳ چرا پر کاهی را در چشم برادرت می‌بینی، اما از چوبی که در چشم خود داری غافلی؟

۴ چگونه می‌توانی به برادرت بگویی، «بگذار پر کاه را از چشمت به در آورم»، حال آنکه چوبی در چشم خود داری؟

۵ ای ریاکار، نخست چوب را از چشم خود به در آر، آنگاه بهتر خواهی دید تا پر کاه را از چشم برادرت بیرون کنی.
— متی ‎۷:۱–۵‏

## انجیل لوقا
۴۱ «چرا پر کاهی را در چشم برادرت می‌بینی، اما از چوبی که در چشم خود داری غافلی؟»

۴۲ چگونه می‌توانی به برادرت بگویی: «برادر، بگذار پر کاه را از چشمت به در آورم»، ولی چوب را در چشم خود نمی‌بینی؟

۴۳ ای ریاکار، نخست چوب را از چشم خود به در آر، آنگاه بهتر خواهی دید تا پر کاه را از چشم برادرت بیرون کنی.
— لوقا ‎ ۶:۴۱–۴۳ ‏